# Christian Marclay
Christian Marclay (San Rafael, 11 gennaio 1955) è un artista e compositore statunitense con cittadinanza svizzera.
Marclay con il suo lavoro esplora le connessioni tra suono, rumore, fotografia, video e film.

## Biografia
Christian Marclay è nato a San Rafael, nella californiana contea di Marin, da padre svizzero e madre statunitense ed è cresciuto a Ginevra, in Svizzera, dove ha studiato all'Ecole supérieure d'art visuel (1975–1977). Ha proseguito gli studi al Massachusetts College of Art and Design di Boston nel programma "Studio for Interlated Media" (1977-1980) e alla Cooper Union di New York (1978).
Da studente era particolarmente interessato a Joseph Beuys e al movimento Fluxus degli anni sessanta e settanta.
Marclay ha eseguito e registrato sia come solista che in collaborazione con molti musicisti, tra i quali John Zorn, William Hooker, Elliott Sharp, Otomo Yoshihide, Lawrence Butch Morris, Shelley Hirsch, Flo Kaufmann, Crevice. Ha suonato anche con i Sonic Youth e con componenti dei Sonic Youth.

## Vita privata
Marclay ha iniziato a frequentare la curatrice Lydia Yee nel 1991; la coppia si è sposata nel 2011.
Marclay vive e lavora a Londra.

## Lavoro artistico
Citando l'influenza di John Cage, Yoko Ono e Vito Acconci, Marclay ha a lungo esplorato i rituali legati alla creazione e al collezionismo di musica.
Attratto dall'energia del punk rock, ha iniziato a creare canzoni, cantando musica su nastri di accompagnamento preregistrati. Nell'impossibilità di reclutare un batterista per le sue esibizioni, nel 1979 con il chitarrista Kurt Henry Marclay usò i ritmi regolari di un LP saltellante come strumento a percussione.
Questi duetti con Henry potrebbero essere la prima volta che un musicista utilizza dischi e giradischi come strumenti musicali interattivi e improvvisati.
Marclay, che a volte manipola o danneggia i dischi per produrre continui loop e salti, ha detto che generalmente preferisce dischi usati poco costosi acquistati nei negozi dell'usato, al contrario di altri turntablist che spesso cercano registrazioni specifiche. Nel 1998 affermò di non aver mai pagato più di 1 dollaro per un disco. Marclay ha occasionalmente tagliato e unito diversi LP: quando vengono riprodotti su un giradischi, questi dischi riassemblati combinano frammenti di musica diversa in rapida successione insieme a clic o schiocchi dalle giunture – tipici della noise music – e quando gli LP originali erano realizzati in vinili di vari colori, gli LP riassemblati possono essere considerati essi stessi delle opere artistiche.
Nel 1993, ospite a Berlino del Servizio Tedesco per lo scambio accademico (Deutscher Akademischer Austauschdienst, DAAD), ha presentato Berlin Mix, nel quale, invece di campionare i dischi, ha arrangiato il repertorio di oltre 180 musicisti di tutti gli stili e generi in un quadro musicale polifonico e multiculturale.
Dale Eisinger sulla piattaforma Complex ha definito Berlin Mix come la diciassettesima migliore performance artistica della storia.
Alcuni dei brani musicali di Marclay sono accuratamente registrati e montati in stile plunderphonics. Marclay è attivo anche nell'improvvisazione libera. È stato filmato mentre eseguiva un duo con il francese ErikM per il documentario Scratch del 2001. La scena non è stata inserita nel montaggio finale ma è inclusa tra gli extra del DVD.
Marclay ha pubblicato Record Without a Cover per l'etichetta Recycled Records nel 1985, «... progettato per essere venduto senza copertina, nemmeno una copertina!» L'accumulo di polvere e impronte digitali migliorerebbe il suono. Una recensione dell'epoca su Spin citava il «gesto teatrale più bello» di Marclay nelle sue esibizioni dal vivo con phonoguitar: l'artista impugnava un giradischi come fosse una chitarra e suonava, per esempio, brani di Jimi Hendrix. Nella sua installazione Five Cubes (1989) ha fuso i vinili in forma di cubi. The Sound of Silence (1988) è una fotografia in bianco e nero del singolo di Simon & Garfunkel con lo stesso titolo.
Seguendo questa svolta, Marclay negli anni più recenti ha prodotto arti visive, anche se solitamente di rappresentazioni del suono o delle varie tecnologie di rappresentazione del suono. Per la sua Graffiti Composition (2002) ha affisso poster di note musicali sui muri di Berlino e dintorni, li ha fotografati mentre sbiadivano e poi l'ha eseguita in concerto. Anche Shuffle (2007) ed Ephemera (2009) sono spartiti musicali. In Sound Holes (2007), ha fotografato i numerosi fori degli altoparlanti sui citofoni. Dal 2007 ha lavorato con la cianotipia presso la Graphicstudio per catturare il movimento delle cassette che si srotolano. E l'interesse per le onomatopee risalente al 1989 è culminato nel suo monumentale Manga Scroll (2010), un rotolo di 60 piedi (18 metri) di interiezioni di cartoni animati che funge anche da colonna sonora.
Nel 2010 ha realizzato The Clock, un montaggio video della durata di 24 ore composto da migliaia di sequenze cinematografiche o televisive legate al tempo. Si tratta a tutti gli effetti di un orologio: tutte le scene contengono un'indicazione temporale (un orologio, una sveglia, un dialogo) e sono sincronizzate con l'ora di proiezione.
The Clock è stato presentato in anteprima alla galleria White Cube di Londra il 15 ottobre 2010 e successivamente alla LIV Esposizione internazionale d'arte di Venezia (2011), dove è stato premiato con il Leone d'oro.
Alla cerimonia di premiazione Marclay ringraziò la giuria «per aver dato a The Clock i suoi 15 minuti» di celebrità, citando Andy Warhol.
Nel 2016 ha realizzato Made to Be Destroyed, una raccolta di filmati che mostrano la distruzione di opere d'arte.
Nel 2019 è stato invitato alla LVIII Esposizione internazionale d'arte di Venezia, dove ha presentato due xilografie a colori della serie Scream ai Giardini e la videoinstallazione 48 War Movies all'Arsenale.

## Mostre (selezione)
- "You said he said she said" 2008, Seiler und Mosseri-Marlio Galerie, Zurigo
- "Cycloptically" 2008, Musée d'Art Moderne et Contemporain, Ginevra
- "Replay" 2007, Cité de la Musique, Parigi
- "Crossfire" 2007, White Cube, Londra
- "Shake, Rattle and Roll" 2005, Paula Cooper Gallery, New York
- Christian Marclay, 2005. Galerie Yvon Lambert, Parigi
- Christian Marclay, 2005. Barbican Art Gallery, Londra
- The sounds of christmas, 2004 Tate Modern, Londra
- Christian Marclay, 2004. Kunstmuseum Thun
- Christian Marclay, 2004. Collection Lambert, Avignone
- Christian Marclay, 2003. Bard College, Annandale-on-Hudson
- Christian Marclay, 2003. UCLA Hammer Museum, Los Angeles
- Christian Marclay. 1999. Paula Cooper Gallery, New York.
- Pictures at an Exhibition. 1997. Whitney Museum of American Art at Philip Morris, New York.
- Arranged and Conducted. Kunsthaus, Zurich.
- Accompagnement Musical. 1995 Musée d'Art et d'Histoire, Ginevra.
- Venice Biennale 1995, "Amplification", Chiesa San Stae, Venezia
- Christian Marclay. 1994. daadgalerie, Berlin, Germany; Fri-Art Centre d'art contemporain Kunsthalle, Fribourg.
- Christian Marclay. 1993. Margo Leavin Gallery, Los Angeles.
- The Wind Section. 1992. Galerie Jennifer Flay, Parigi.
- Christian Marclay. 1991. Interim Art, Londra.
- Directions: Christian Marclay. 1990. Hirshhorn Museum & Sculpture Garden, Smithsonian Institution, Washington, D.C..
- Christian Marclay. 1987. The Clocktower, P.S. 1 Museum, New York.

## Riconoscimenti
- Esposizione internazionale d'arte di Venezia
  - 2011 – Leone d'oro per il miglior artista
- Boston Society of Film Critics
  - 2011 – Miglior montaggio per The Clock